# Österreichischer Alpenverein

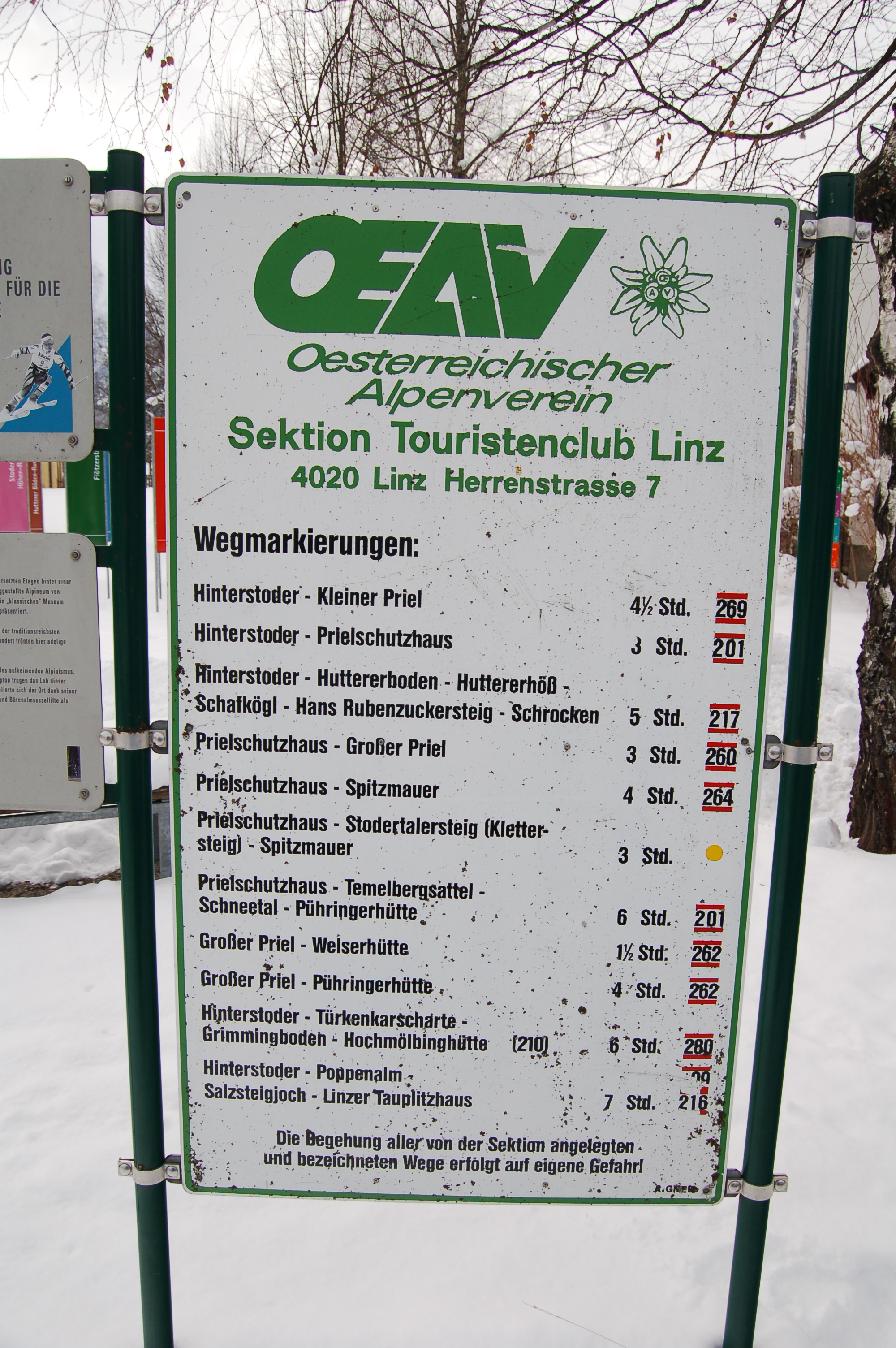
Österreichischer Alpenverein

De Österreichische Alpenverein (ÖAV of OeAV) is de grootste alpinistenvereniging in Oostenrijk en zetelt in Innsbruck.

## Geschiedenis
De OeAV werd in 1862 opgericht vanuit de Sektion Austria uit Wenen en was daarmee de eerste alpinistenvereniging op het Europese vasteland. Het is na de Britse Alpine Club de oudste bergbeklimmersvereniging ter wereld. Onder de oprichters waren Paul Grohmann, Friedrich Simony, Edmund von Mojsisovics, Johann Josef Peyritsch, Guido von Sommaruga en Anton von Ruthner. Tussen 1873 en 1938 waren de Oostenrijkse en de Boheemse tak van de alpenvereniging aangesloten bij de Deutsche und Österreichische Alpenverein.
Na der Anschluß bestond er tot 1945 alleen de Deutsche Alpenverein (DAV). Deze werd als "bedrijfschap bergbeklimmen" opgenomen in de Nationalsozialistische Reichsbund für Leibesübungen (lett. Nationaalsocialistische Rijksbond voor Lichaamsoefening). De voormalige Oostenrijkse bondskanselier Arthur Seyß-Inquart was in die tijd voorzitter van de vereniging. Deze bond werd aan het einde van de Tweede Wereldoorlog opgeheven. 
In 1945 werd de Österreichische Alpenverein heropgericht. Tot de heroprichting van de Deutsche Alpenverein in 1952 heeft de OeAV diens bezittingen in beheer gehouden.

## Organisatie
De OeAV is opgedeeld in 196 secties. Deze secties zijn ook op hun beurt weer verenigingen. De vereniging kent 308.000 leden, met secties in onder andere ook België en het Verenigd Koninkrijk. De vereniging beheert meer dan 700 berghutten in de Alpen. Ook onderhoudt het voetpaden en maakt het gedetailleerde kaarten van de Alpen. De OeAV is aangesloten bij de internationale klim en bergsportkoepel UIAA